# بورتوبوفولي
بورتوبوفولي (بالإيطالية: Portobuffolé)‏ هي بلدية في مقاطعة تريفيزو بمنطقة فنيتة، شمال إيطاليا. تقع على 50 كيلومترًا (31 ميلًا) شمال شرق مدينة البندقية، و30 كيلومترًا (19 ميلًا) شمال شرق تريفيزو.